# Parathermes
Parathermes là một chi bướm đêm thuộc họ Erebidae.